# 十灾

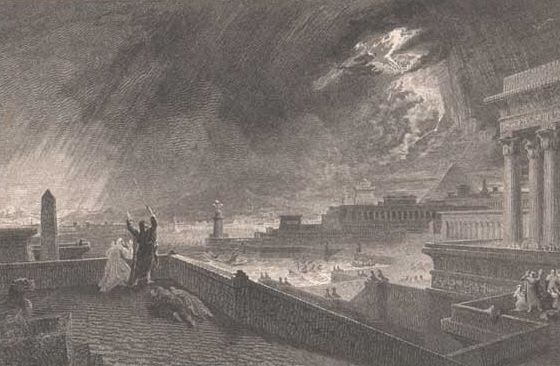
冰雹之灾

十灾（希伯來語：עשר המכות）是记载于《圣经》〈出埃及記〉的第7到12章中，耶和华降临在古埃及的十个灾禍。用以催促並警告埃及新王國法老釋放為奴的以色列人，還他們自由。
1. 血災（דָם）：尼羅河的清水全变成血水——出埃及记7章14-25节
2. 蛙災（צְּפַרְדֵּעַ）：大量青蛙遍佈埃及——出埃及记8章1节-8章15节
3. 虱災（כִנִּים）：埃及人身上佈滿虱子——出埃及记8章16-19节
4. 蝇災（עָרוֹב）：苍蝇肆虐——出埃及记8章20-32节
5. 畜疫之災（דֶּבֶר）： 家畜感染瘟疫死亡——出埃及记9章1-7节
6. 瘡災（שְׁחִין）：成人長出起泡的疹子——出埃及记9章8-12节
7. 雹災（בָּרָד ）：天降冰雹——出埃及记9章13-35节
8. 蝗災（אַרְבֶּה）：蝗虫佈滿埃及——出埃及记10章1-20节
9. 黑暗之災（ חוֹשֶׁךְ ）：三天三夜不見太陽——出埃及记10章21-29节
10. 殺長子之災（ מַכַּת בְּכוֹרוֹת ）：所有埃及家庭的长子以及埃及一切頭生的牲畜死亡——出埃及记11章1节-12章36节

犹太人、基督徒和穆斯林的經典之中，都有關於十灾的敘述。

## 科學上的解釋
其後科學家研究時，發現一連串災難的開始的線索是水變成血，而這會聯想到尼羅河中滋生的赤潮，使得水生類缺氧然後大量死亡。據記載地下水和井水不受影響，顯示河中滋生藻類。同時，在聖經中提到的青蛙(frogs)，在當時其實可以泛指兩棲類動物。在河中的魚都死光的情形下，蛤蟆產的卵大量孵化，離開有毒的水到了陸上，因為失去了水便全部死亡，於是昆蟲類就因為沒有天敵而大量繁殖。而蝨子在當時也可以泛指蚊類，大量繁衍的蒼蠅也傳染疾病給牲畜。這裡說的蝨子應該是一種叫做搖蚊的非洲小蟲子，牠小到幾乎看不見，咬了人之後會使人發癢，就像被蝨子咬了一樣，也會傳染皮膚病，就和聖經中描述的一樣，另外用在河裡被污染的水清洗身上會長滿爛瘡。其後導致河水大量滋生藻類的聖嬰現象，同樣也導致了嚴重的冰雹。由於食物鏈被破壞，昆蟲大量繁殖，蚱蜢就是是其中一種，變成蝗蟲。而一連串的災難尚未結束，由於乾旱發生沙暴掩蓋了房子，使得埃及人無法出門。冰雹和蝗蟲過後，僅存的一點穀物也已被昆蟲老鼠污染，在密閉的儲藏室中，便開始滋生黴菌。同時埃及的習俗是，在糧食短缺的時候，家中的長子能夠分配到雙倍的食物，同時動物與人可能吸入了當時地上的毒氣，加上起居的位置使得他們比一般人更有可能發病。週遭的人和動物一個接一個的離奇死亡，必定引起了相當大的恐慌，加上埃及人的穀物已經所剩不多，這使得希伯來人得以出走。這些事跡也在後世中做成電視電影節目加以解釋。